# Korrigan (mythologie)
Korrigan is een elf of dwergachtig wezen uit de Brythonische mythologie. Korrigan kan vertaald worden met kleine dwerg en komt in andere naamvarianten voor, zoals kérion, kornandon, kormandon, ozigan, ozégan, nozigan, torrigan, viltañs, poulpikan, poulpiquet, paotred ar sabad.

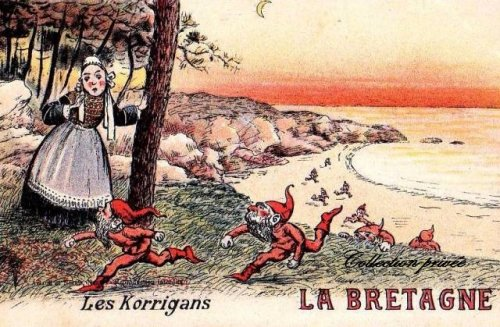
Afbeelding uit 1899

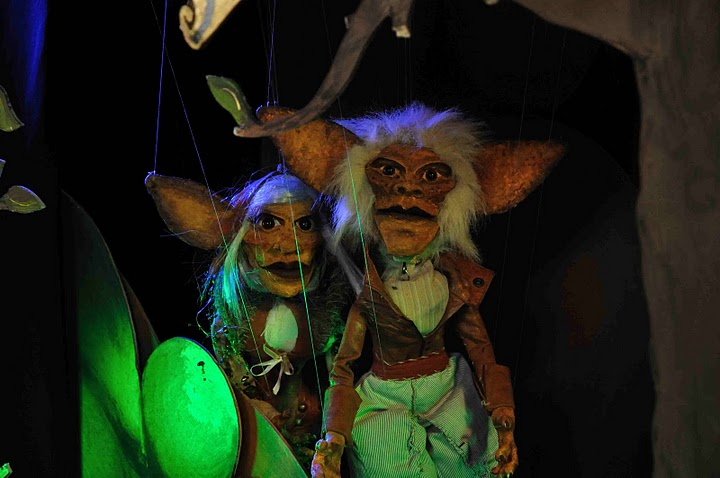
Marionetten in de vorm van korrigans

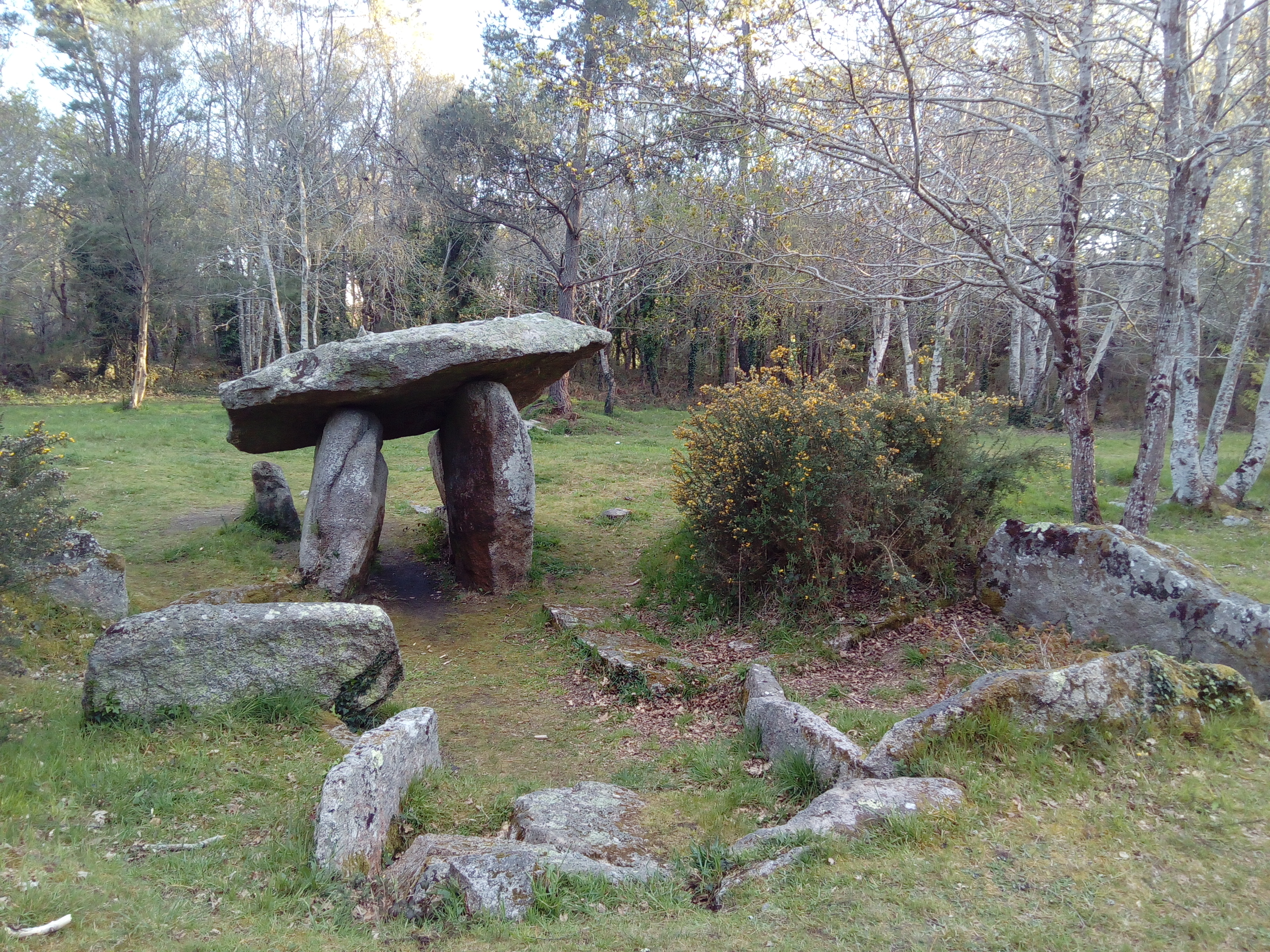
La Garennes des Korrigans, Finistère

Een korrigan heeft mooi haar en rode oplichtende ogen. Ze worden beschreven als belangrijke prinsen of druïdes die tegen de christenen vochten in de tijd dat de apostelen naar Brittannië kwamen. De wezens haten priesters, kerken en de maagd Maria. Ze hebben de macht over toekomst voorspelling, gedaanteverwisseling en ze hebben de snelheid van het licht.
Net zoals sirenes en zeemeerminnen zingen zij, kammen hun lange haren en jagen zij bij fonteinen en bronnen. Ze kunnen mannen verliefd op zich laten worden, maar doden hen wanneer dit gebeurt. 
In verhalen houden ze graag mensen voor de gek en laten zich aan hen zien, terwijl ze dansen of een schat bewaken. Ze brengen wisselkinderen en stelen de menselijke baby's. In de nacht van 31 oktober (Samhain/Halloween) zijn ze in de nabijheid van hunebedden en dolmens om slachtoffers op te wachten. 
In Frankrijk zijn meerdere dolmens die verwijzen naar de Korrigans, zoals Garenne des Korrigans (Gwarenn ar Korriganed of Goarem ar C'Horriged in het Bretons) en Ti ar C’horriged (huis van de Korrigan). Ook op Île-de-Sein liggen plekken die verwijzen naar de korrigan, zoals Tour Korriged (het gat van de feeën). Er zijn slechts enkele stenen van de dolmen op deze plek blijven liggen

## Trivia
- In het Bretonse gedicht Ar-Rannou zijn negen korrigans die dansen rond een fontein in het licht van de volle maan. Ze dragen bloemen in hun haar en gewaden van witte wol.
- In de trilogie Le livre des étoiles van Erik L'Homme (in het Engels vertaald als 'Book of the Stars') worden de korrigans beschreven als wijze dwergachtige wezens met kattenpoten.
- Er is een stripreeks genaamd "De legenden van Korrigan".
- In Brazilië is 31 oktober de dag van de Saci, dit is ook een soort dwerg/kabouter.
- De Groupement tactique interarmes de Kapisa wordt ook wel Taskforce Korrigan genoemd. Ze zijn betrokken in de oorlog in Afghanistan.
- Het album De korrigans uit de reeks van Jerom gaat over de streken van korrigans.